# Пјеве дел Каиро
Пјеве дел Каиро (итал. Pieve del Cairo) је насеље у Италији у округу Павија, региону Ломбардија.
Према процени из 2011. у насељу је живело 1820 становника. Насеље се налази на надморској висини од 81 м.

## Становништво
Према резултатима пописа становништва 2011. у општини је живело 2.108 становника.
| 1931. | 1936. | 1951. | 1961. | 1971. | 1981. | 1991. | 2001. | 2011. |
| ----- | ----- | ----- | ----- | ----- | ----- | ----- | ----- | ----- |
| 3.381 | 3.283 | 3.113 | 2.845 | 2.703 | 2.497 | 2.298 | 2.166 | 2.108 |